# Velký Aňuj
Velký Aňuj (rusky Большой Анюй) je řeka v Čukotském autonomním okruhu a v Jakutské republice na severovýchodě Ruska. Je dlouhá 693 km. Povodí řeky je 57 200 km².

## Průběh toku
Pramení na Anadyrské pahorkatině. Je levou zdrojnicí Aňuje.

## Vodní režim
Zdrojem vody jsou sněhové a dešťové srážky. Nejvyšších vodních stavů dosahuje od května do června. V létě nastávají povodně, jež jsou způsobené dešti. Zamrzá na devět měsíců.

## Využití
Využívá se k vodní dopravě, plavení dřeva, rybolovu a zásobování vodou pro těžební průmysl.